# Gruppo TCR

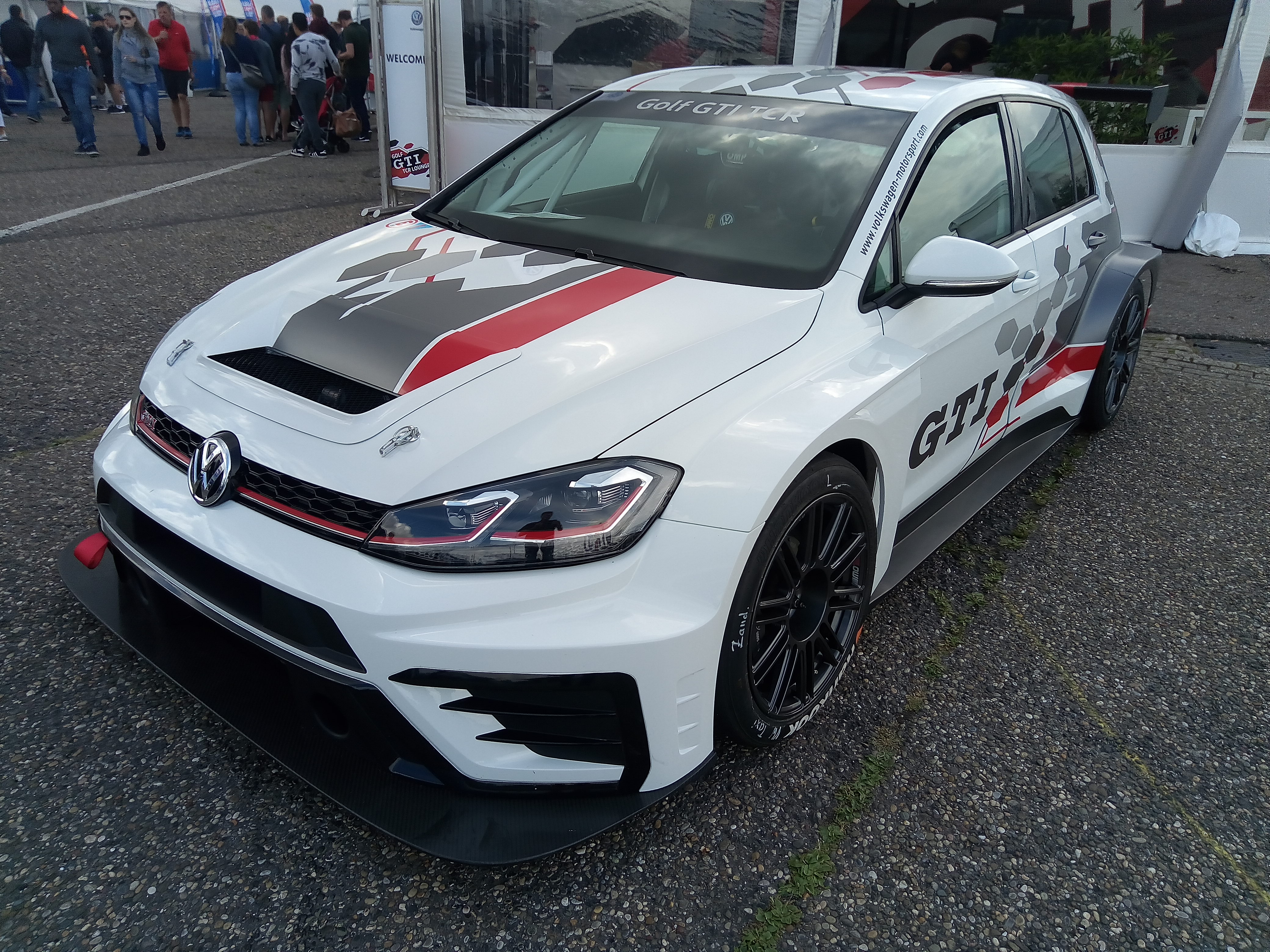
Una Volkswagen Golf GTI TCR

Il gruppo TCR si riferisce ad una serie di specifiche introdotte nel 2014 per vetture turismo e utilizzato ad oggi in decine di competizioni in tutto il mondo. Tutte le vetture con specifiche TCR sono basate su modelli di serie a 4 o 5 porte e sono dotate di motori da 2 litri turbocompressi. Lo schema del telaio e delle sospensioni è identico a quello dei modelli di serie; per quanto riguarda il cambio, invece, alcune vetture mantengono quello di serie, mentre altre sono dotate di una versione da corsa. Altri elementi, come i freni e l'aerodinamica, sono invece modificati per le competizioni. Tutte le vetture sono sottoposte a Balance of Performance, per garantire prestazioni simili ai vari modelli.

## Storia
Le specifiche TCR sono state introdotte per la prima volta da Marcello Lotti, ex promotore del campionato del mondo turismo. Queste specifiche sono strettamente derivate da quelle della SEAT León Cup Racer, vettura da corsa prodotta dalla SEAT per la SEAT León Eurocup, il trofeo monomarca della casa automobilistica spagnola. Inizialmente il nome delle specifiche e del campionato avrebbe dovuto essere TC3, per indicare la natura di alternativa più economica rispetto alle vetture utilizzate nel campionato del mondo turismo (con TC2 si indicavano infatti le vetture utilizzate fino al 2014 e con TC1 quelle utilizzate dal 2014 in poi). Successivamente, tuttavia, la serie, dopo aver ottenuto l'approvazione della FIA, è stata rinominata TCR. Nelle settimane successive è stata annunciata l'intenzione di produrre versioni TCR in maniera più o meno ufficiale di Ford Focus, Honda Civic, Volkswagen Golf e Opel Astra, alle quali seguirà nel corso della stagione anche la Subaru WRX STi. Contemporaneamente, oltre alla competizione principale, le TCR International Series, sono stati lanciati diversi campionati cadetti in Asia, Italia, Russia e Portogallo. Il primo campione TCR è stato lo svizzero Stefano Comini su SEAT León.
Nel 2016 la diffusione dei campionati e delle vetture TCR è ulteriormente aumentata. Le TCR International Series hanno visto un netto incremento di partecipanti e sono nate nuove competizioni TCR in Germania, Benelux, Spagna e Thailandia. Sono state inoltre presentate le versioni TCR di due nuove vetture: Alfa Romeo Giulietta e Peugeot 308. Per il secondo anno consecutivo, inoltre, Stefano Comini si è aggiudicato il titolo TCR, questa volta su Volkswagen Golf.
La crescita è proseguita anche nel 2017. Sono nate nuove competizioni TCR in Scandinavia, Cina, Medio Oriente, Giappone e paesi baltici. Hanno inoltre debuttato versioni TCR di Audi RS3, Kia Cee'd e Lada Vesta. Il titolo TCR è andato al francese Jean-Karl Vernay su Volkswagen Golf.
La sempre maggiore importanza assunta dai campionati TCR ha anche significato il declino del campionato del mondo turismo, la principale competizione per vetture turismo. L'introduzione nel 2014 delle specifiche TC1, caratterizzate da costi molto elevati, aveva infatti gradualmente spinto molti team privati verso le competizioni TCR. Il WTCC era tuttavia riuscito a sopravvivere grazie alla presenza di diversi costruttori ufficiali (Citroën, Honda, Lada e in seguito anche Volvo). Tuttavia il ritiro della casa francese e di quella russa hanno mandato in crisi il campionato e spinto alla sua fusione nel 2018 con le TCR International Series, a formare la coppa del mondo turismo (che ha perso lo status di "campionato del mondo" a causa del divieto di partecipazione ai costruttori ufficiali). Sempre nel 2018 sono nate nuove competizioni TCR in Regno Unito, Stati Uniti e Corea del Sud. Sono state inoltre presentate versioni TCR di Hyundai i30 e Renault Mégane. L'italiano Gabriele Tarquini si è aggiudicato il primo titolo WTCR a bordo di una Hyundai i30.

## Regolamento tecnico
Il 15 settembre 2014 è stato annunciato il regolamento tecnico della categoria. Il 22 gennaio 2016 sono state applicate modifiche minori.
- Auto eleggibili: veicoli a 4/5 porte.
- Scocca: scocca di serie rinforzata; modifiche al passaruota consentite per ospitare gli pneumatici.
- Peso minimo: 1250 kg per vetture con cambio di serie, 1285 kg per vetture con cambio da corsa (incluso il pilota).
- Lunghezza minima: 4,20 metri.
- Larghezza massima: 1,95 metri.
- Motore: turbocompresso a benzina o gasolio fino a 2 litri.
- Coppia: 420 Nm circa.
- Potenza: 350 CV
- Lubrificazione: a carter umido.
- Scarico: convertitore catalitico convertito usando parti di serie.
- Trazione: anteriore o posteriore
- Cambio: di serie o sequenziale TCR International Series; cambio robotizzato di serie consentito.
- Sospensioni anteriori: configurazione di serie, design dei componenti libero.
- Sospensioni posteriori: design dell'auto di serie con componenti rinforzati.
- Freni anteriori: massimo 6 pistoncini; diametro massimo dei dischi di 380 mm.
- Freni posteriori: massimo 2 pistoncini; ABS di serie consentito.
- Ruote: dimensione massima dei cerchi: 10 x 18.
- Aerodinamica:
  - Spoiler anteriore: SEAT León Eurocup 2014
  - Alettone posteriore: appendice FIA J, articolo 263 2014.
  - Altezza dal suolo: minimo 80 mm.
  - Rapporto peso/potenza: nei limiti del bilanciamento delle prestazioni (variazione tra +70 a -20 kg dal peso minimo della vettura).

## Vetture eleggibili
| Vettura                         | Motore                    | Costruttore                   |
| ------------------------------- | ------------------------- | ----------------------------- |
| Alfa Romeo Giulietta TCR        | Alfa Romeo 1.750 TBi      | Romeo Ferraris                |
| Alfa Romeo Giulietta Veloce TCR | Alfa Romeo 1.750 TBi      | Romeo Ferraris                |
| Audi RS3 LMS TCR                | Volkswagen EA888 2.0 TFSI | Audi Sport                    |
| Audi RS3 LMS TCR II             | Volkswagen EA888 2.0 TFSI | Audi Sport                    |
| Cupra TCR                       | Volkswagen EA888 2.0 TSI  | CUPRA Racing                  |
| CUPRA Leon Competición TCR      | Volkswagen EA888 2.0 TSI  | CUPRA Racing                  |
| CUPRA Leòn VZ TCR               | Volkswagen EA888 2.0 TSI  | CUPRA Racing                  |
| Fiat Tipo TCR                   | FCA GME MultiAir AT8 2.0T | Tecnodom Sport                |
| Ford Focus ST                   | Ford 2.0 EcoBoost         | Onyx Race Engineering         |
| Ford Focus TCR                  | Ford 2.0 EcoBoost         | Formula Racing Development    |
| Honda Civic TCR                 | Honda R20A i-VTEC SOHC    | JAS Motorsport                |
| Honda Civic Type R TCR (FK2)    | Honda R20A i-VTEC SOHC    | JAS Motorsport                |
| Honda Civic Type R TCR (FK8)    | Honda R20A i-VTEC SOHC    | JAS Motorsport                |
| Honda Civic Type R TCR (FL5)    | Honda R20A i-VTEC SOHC    | JAS Motorsport                |
| Hyundai i30 N TCR               | Hyundai Theta II G4KD     | Hyundai Motorsport            |
| Hyundai Veloster N TCR          | Hyundai Theta II G4KD     | Hyundai Motorsport            |
| Hyundai Elantra N TCR           | Hyundai Theta II G4KD     | Hyundai Motorsport            |
| Kia Cee'd TCR                   | Hyundai Theta II G4KD     | STARD                         |
| Lada Vesta TCR                  | Renault F4RT              | Lada Sport                    |
| Lada Vesta Sport TCR            | Renault M5Pt              | Lada Sport                    |
| Lada Vesta NG TCR               | Renault M5Pt              | Lada Sport                    |
| Lynk & Co 03 TCR                | Volvo 2.0T Powershift     | Cyan Racing                   |
| Lynk & Co 03 FL TCR             | Volvo 2.0T Powershift     | Cyan Racing                   |
| Opel Astra TCR                  | GM Ecotec 2.0L LTG        | Lubner Motorsport             |
| MG6 XPower TCR                  | SAIC 20L4E TGI            | SAIC Motor                    |
| MG5 XPower TCR                  | SAIC 20L4E TGI            | SAIC Motor                    |
| Peugeot 308 Racing Cup          | Prince EP6FDTR 1.6l THP   | Peugeot Sport                 |
| Peugeot 308 TCR                 | Prince EP6FDTR 1.6l THP   | Peugeot Sport                 |
| Peugeot 308 P51 TCR             | Prince EP6FDTR 1.6l THP   | Garry Rodgers Motorsport      |
| Renault Mégane TCR              | Renault M5Pt              | Vuković Motorsport            |
| SEAT León Cup Racer             | Volkswagen EA888 2.0 TSI  | SEAT Sport                    |
| SEAT León TCR                   | Volkswagen EA888 2.0 TSI  | SEAT Sport                    |
| Subaru WRX STi TCR              | Subaru EJ257              | Top Run Motorsport            |
| Toyota GR Corolla Sport TCR     |                           | Toyota Gazoo Racing Argentina |
| Volkswagen Golf GTI TCR         | Volkswagen EA888 2.0 TSI  | Volkswagen Motorsport         |

## Storia delle vetture

### Alfa Romeo Giulietta TCR
La versione TCR della Alfa Romeo Giulietta è costruita dal preparatore italiano Romeo Ferraris, senza il supporto dell'Alfa Romeo, ed è equipaggiata con il motore 1.750 della versione Quadrifoglio Verde (poi Veloce). La vettura è stata presentata nel novembre 2015 e ha debuttato nel 2016 nelle TCR International Series, guidata dalla responsabile del progetto Michela Cerruti. Dopo alcune gare la vettura è stata ritirata per proseguire lo sviluppo per poi essere nuovamente schierata nelle ultime gare stagionali sempre nelle mani della Cerruti e dal due volte campione europeo turismo Petr Fulín. L'anno successivo la Romeo Ferraris ha stretto un accordo con il team georgiano GE-Force per partecipare alle TCR International Series con due vetture affidate al serbo Dušan Borković e al georgiano Davit Kajaia; proprio quest'ultimo ha ottenuto la prima vittoria della vettura in una competizione TCR al debutto stagionale. Sempre nel 2017 sono inoltre iniziate le vendite della vettura al pubblico. Con la nascita del WTCR la Romeo Ferraris è tornata a gestire autonomamente il programma internazionale della vettura, iscrivendo due vetture che sono state affidate alternamente agli italiani Fabrizio Giovanardi, Gianni Morbidelli, Kevin Ceccon e Luigi Ferrara. Ad oggi la Giulietta TCR non si è ancora aggiudicata nessun campionato TCR, ma ha vinto diverse gare nelle TCR International Series, nel WTCR e nel TCR Italy. Attualmente il prezzo della vettura si aggira sui 120.000€.

### Audi RS3 LMS TCR

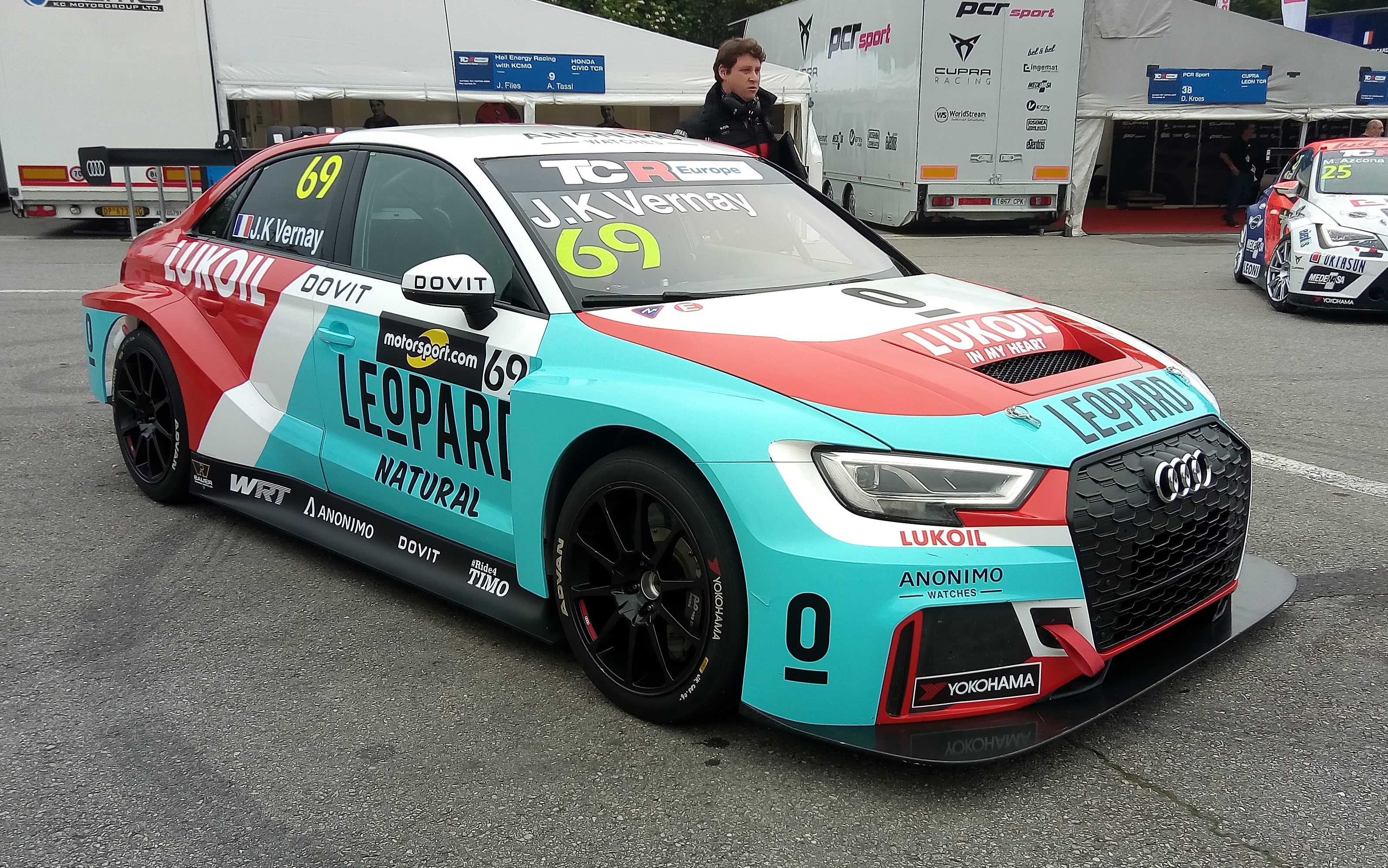
Audi RS3 LMS TCR

La RS3 TCR è stata annunciata nel settembre 2016 ed è sviluppata direttamente dall'Audi. La vettura è strettamente imparentata con la SEAT León TCR e con la Volkswagen Golf GTI TCR tanto da essere prodotta insieme a queste ultime negli stabilimenti SEAT di Barcellona. Rispetto alle sue "sorelle" la vettura si caratterizza però per essere dotata di alcune componenti più avanzate, che si traducono in un prezzo maggiore. Gli ordini per la vettura sono stati aperti a dicembre 2016 e le consegne sono iniziate a febbraio 2017. Essendo la RS3 basata su modelli ampiamente collaudati, ha immediatamente riscosso un enorme successo, raggiungendo le 100 unità vendute già a luglio 2017. Nelle TCR International Series la vettura ha debuttato nei colori della Comtoyou Racing guidata dal due volte campione internazionale TCR Stefano Comini. Con la nascita del WTCR la Audi ha fortemente stimolato la partecipazione delle sue vetture al campionato, fornendo diversi sui piloti ufficiali, al Team WRT e alla Comtoyou Racing. Nonostante sia una delle vetture TCR più competitive attualmente in circolazione e uno di quelli ad aver vinto più gare, la RS3 TCR ad oggi si è aggiudicata solo pochi campionati TCR di seconda fascia. Attualmente il prezzo della vettura si aggira sui 109.000 per la versione dotata di cambio DSG e sui 129.000€ per la versione dotata di cambio da corsa.

### Ford Focus TCR
La Focus TCR è stata annunciata nel settembre 2014 ed era preparata dalla scuderia inglese Onyx Race Engineering senza il supporto della Ford. La prima vettura costruita è stata affidata alla Proteam Racing per partecipare alle TCR International Series 2015, ma è stata ritirata quasi immediatamente per proseguire lo sviluppo a causa dei gravi problemi di competitività e di affidabilità. Al termine della stagione la Onyx ha chiuso i battenti, ma lo sviluppo è stato continuato dalla Formula Racing Development, già scuderia ufficiale Ford nel campionato cinese turismo. Dopo più di un anno, tuttavia, anche il team cinese ha interrotto lo sviluppo della vettura e ha accantonato il progetto.

### Honda Civic TCR/Honda Civic Type R TCR

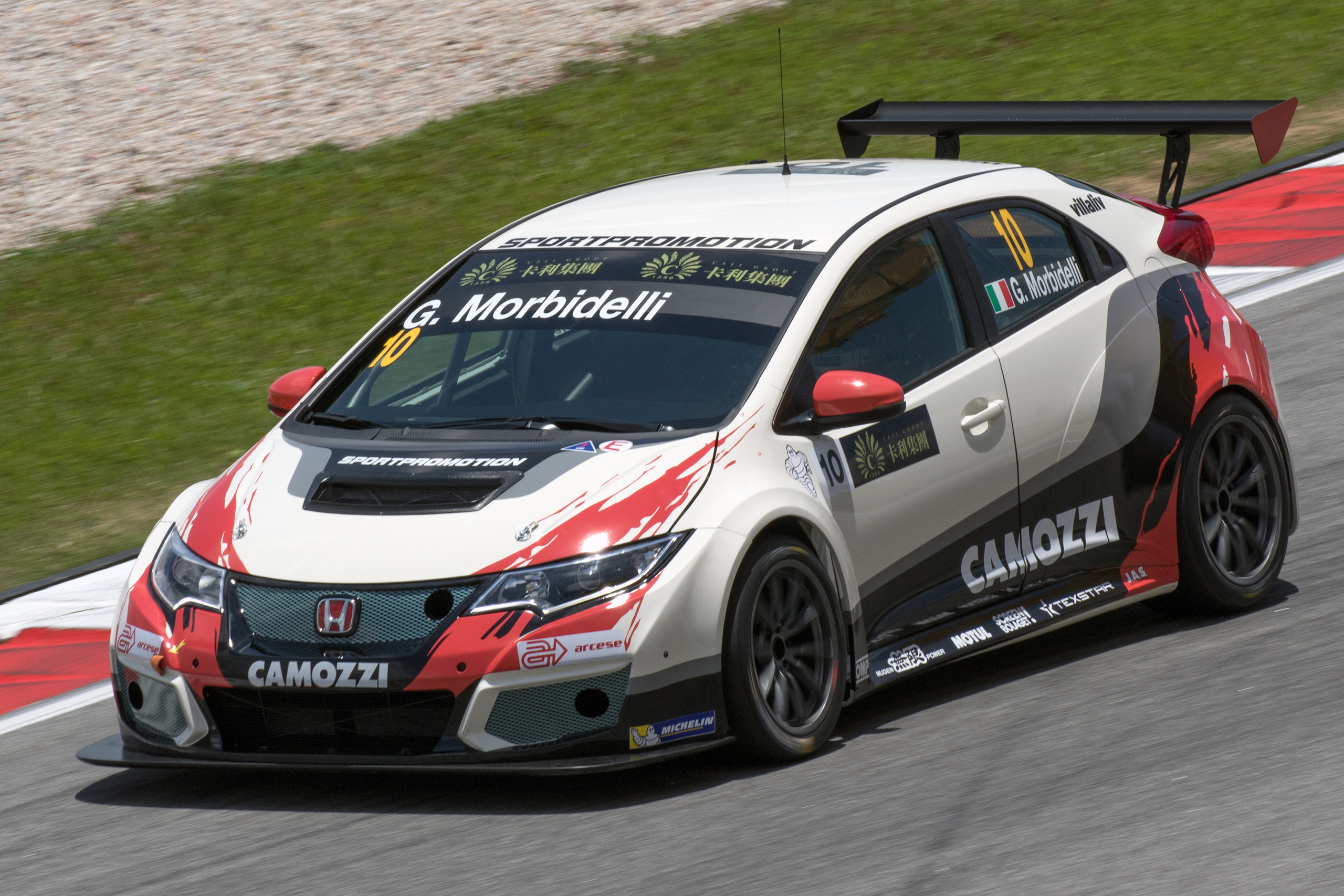
Honda Civic TCR

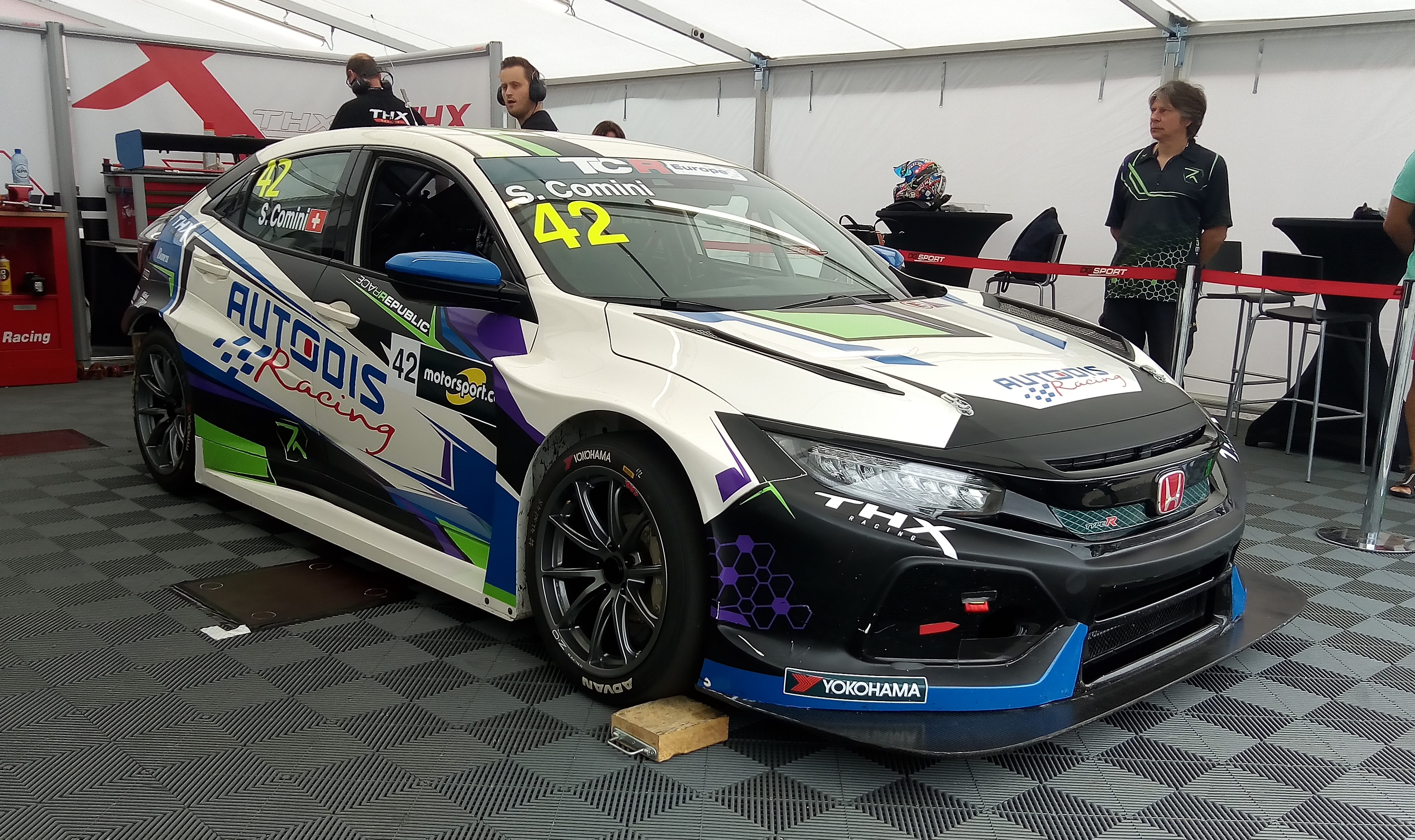
Honda Civic Type R TCR

La Civic TCR è stata annunciata nel novembre 2014 ed è preparata dall'italiana JAS Motorsport, già partner della Honda nello sviluppo di diverse vetture da corsa come quelle impiegate nel campionato del mondo turismo, con il supporto della casa giapponese. Nel corso della stagione 2015 la Civic TCR è stata l'unica vettura ad essere in grado di competere con le SEAT León, ottenendo diverse vittorie nelle TCR International Series nei colori della scuderia svedese WestCoast Racing. Nel luglio 2017, in occasione del lancio della nuova generazione della Civic, la JAS Motorsport ha presentato una versione TCR di quest'ultima (denominata Civic Type R TCR), con le consegne che sarebbero iniziate a partire dal 2018. Con la nascita del WTCR la Honda, come altri costruttori, ha stimolato la partecipazione delle sue vetture al campionato, permettendo l'ingaggio di alcuni suoi piloti ufficiali, come Tiago Monteiro ed Esteban Guerrieri, da parte dei team impegnati con le sue vetture (Münnich Motorsport e Boutsen Ginion Racing). Ad oggi la Civic TCR e la Civic Type R TCR sono tra le vetture con specifiche TCR, seconde solo alla SEAT León. Sono anche tra le vetture TCR più vincenti, con decine di titoli TCR nazionali e internazionali, anche se mai nelle TCR International Series e nel WTCR. Attualmente il prezzo della Civic Type R TCR si aggira sui 130.000€ si aggira sui 130.000€ (la Civic TCR non è invece più in produzione).

### Hyundai i30 N TCR

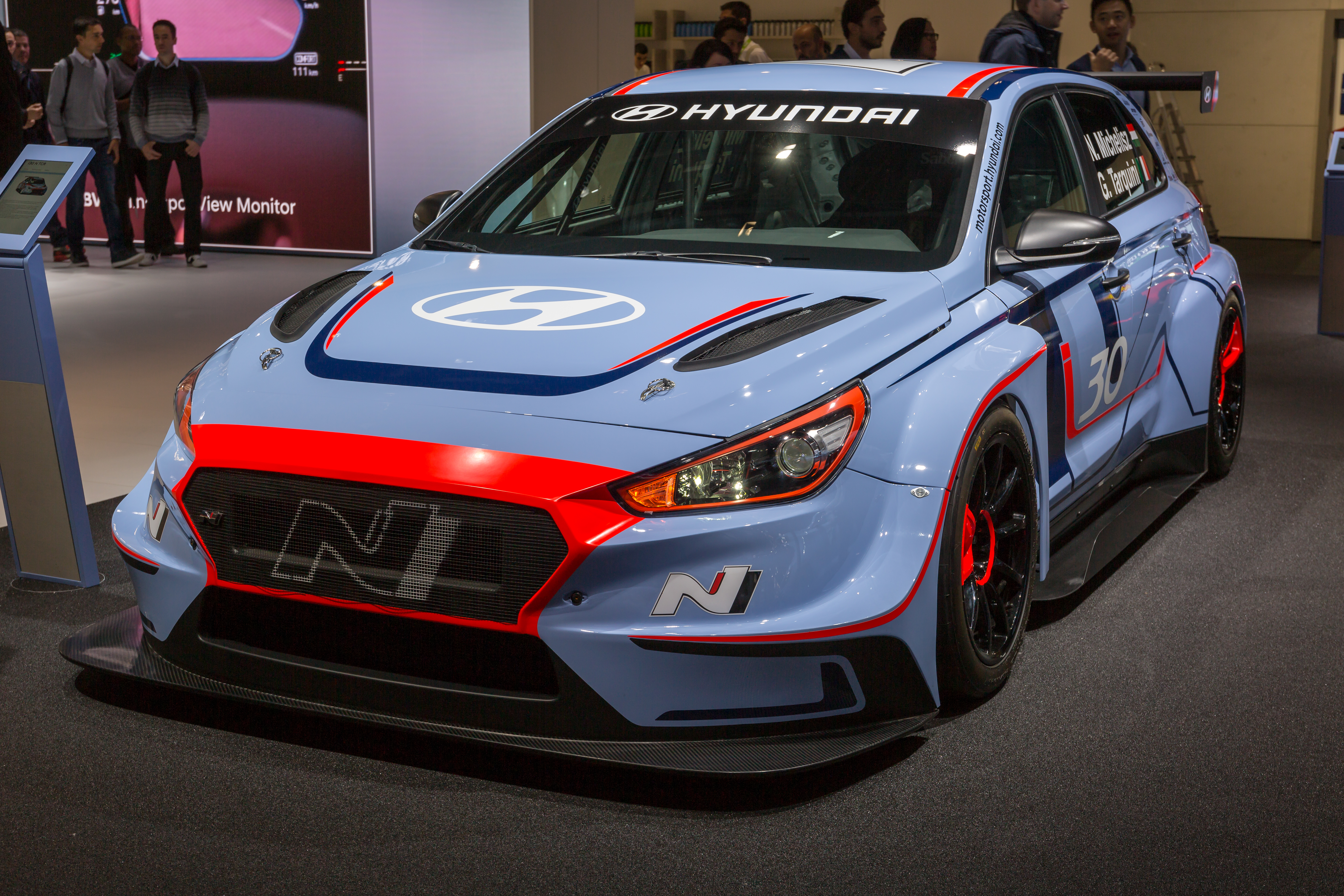
Hyundai Veloster N TCR

La i30 N TCR è stata annunciata nel febbraio 2017 ed è preparata direttamente dalla Hyundai. Nel corso del 2017 ha preso parte a diverse competizioni TCR come parte del suo sviluppo, guidata tra gli altri dal collaudatore ufficiale Gabriele Tarquini. Nel 2018 sono iniziate le vendite della vettura e la Hyundai ha favorito la sua partecipazione al WTCR supportando l'italiano BRC Racing Team, che ha schierato due vetture guidate dallo stesso Tarquini e dall'ungherese Norbert Michelisz. La vettura si è rivelata fin da subito molto competitiva, aggiudicandosi il titolo piloti e il titolo scuderie alla stagione al suo debutto. Nonostante un solo anno di anzianità, la vettura coreana è già una delle più vincenti e più vendute tra le TCR. Attualmente il prezzo della vettura si aggira sui 128.000€.

### Hyundai Veloster N TCR
La Veloster N TCR è stata annunciata nel novembre 2018 ed è prodotta dalla Hyundai insieme i30 N TCR, con la quale è strettamente imparentata. Rispetto a quest'ultima, tuttavia, la Veloster TCR è pensata soprattutto per le competizioni TCR americane, in particolare negli Stati Uniti. Attualmente è inoltre in fase di sviluppo una versione elettrica della Veloster TCR che dovrebbe partecipare all'ETCR, campionato che partirà nel 2020. Attualmente il prezzo della vettura si aggira sui 135.000€.

### Kia Cee'd TCR
La Cee'd TCR è stata annunciata nell'aprile 2016 ed era costruita dal preparatore austriaco STARD con il supporto della Kia. La vettura ha debuttato nel 2017 e ha corso in vari campionati TCR. Nelle TCR International Series, in particolare, è stata schierata per alcune gare dalla scuderia ungherese Zengő Motorsport. A fine stagione, con la presentazione della Hyundai i30 N TCR, lo sviluppo di questa vettura è diventato il programma principale del gruppo Hyundai-Kia e di conseguenza la produzione della Cee'd è stato interrotto. Solo poche Cee'd sono state prodotte e non hanno ottenuto risultati di rilievo in nessuna competizione TCR. Nei pochi mesi in cui è restata in vendita, la vettura costava 129.800€.

### Lada Vesta TCR
La Vesta TCR è stata presentata nel novembre 2016 ed è costruita direttamente dalla Lada dopo il disimpegno di quest'ultima dal WTCC. La vettura ha debuttato nel 2017 nel TCR Russia, schierata ufficialmente dalla stessa Lada, e ha ottenuto fin da subito ottimi risultati. Iscritta al campionato TCR russo anche nel 2018, nello stesso anno avrebbe dovuto debuttare anche fuori dalla Russia, nel TCR Germany ma l'accordo all'ultimo è saltato. La vettura attualmente non è in vendita ed è portata in pista solo dal team ufficiale Lada.

### Lynk & Co 03 TCR
La Lynk & Co 03 TCR è stata presentata nel settembre 2018 ed è preparata dalla Cyan Racing, ex scuderia ufficiale Volvo e ora scuderia ufficiale di tutto il gruppo Geely. La vettura debutterà nel WTCR nel 2019 e sarà guidata, tra gli altri, dai piloti ufficiali Volvo Thed Björk e Yvan Muller. Attualmente non sono state aperte le ordinazioni per il pubblico.

### Mazda 3 TCR
Il 14 giugno 2019 la Mazda ha annunciato l'intenzione di produrre una versione con specifiche TCR della Mazda 3. La vettura è progettata e costruita dalla Mazda Motorsports, la divisione sportiva statunitense della casa giapponese ed è pensata soprattutto per le competizioni nordamericane (in particolare la Michelin Pilot Challenge) ma è utilizzabile in tutte le competizioni TCR. È stata ufficialmente presentata il 2 ottobre 2019; le consegne inizieranno nel 2020.

### Opel Astra TCR

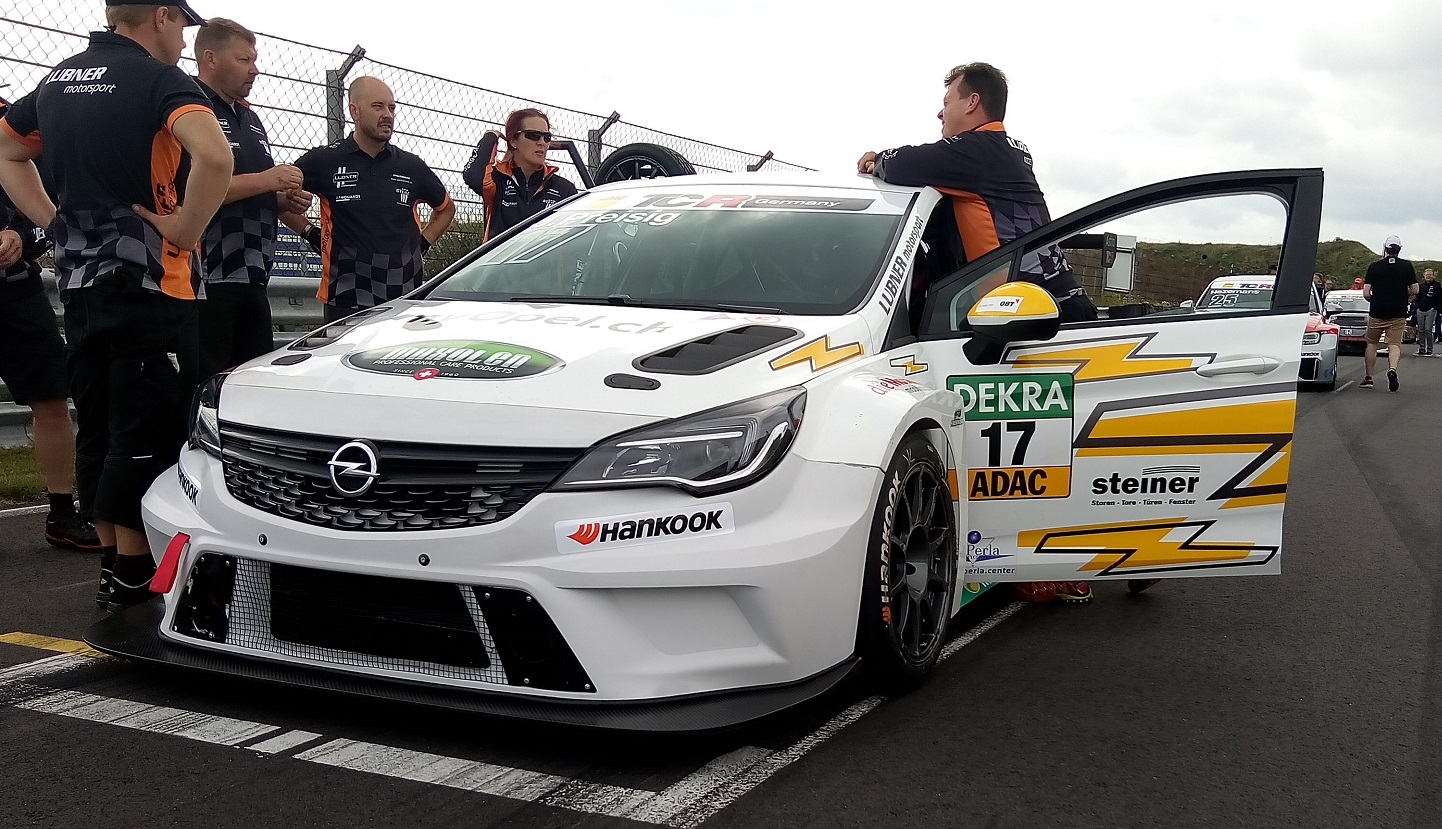
Opel Astra TCR

Il progetto di una Astra con specifiche TCR è nato nel 2014. In attesa dell'uscita sul mercato della quinta generazione della vettura tedesca, per la stagione 2015 delle TCR International Series la Opel ha consegnato alla scuderia spagnola Campos Racing due Opel Astra della generazione precedente con le specifiche della Opel Astra OPC Cup, il trofeo monomarca Opel. Essendo dotate di una carrozzeria a tre porte, le vetture hanno ottenuto una speciale autorizzazione per partecipare al campionato. Nel luglio 2015 è stata annunciata l'intenzione di costruire una versione TCR della nuova Astra. La vettura, preparata dalla Kissling Motorsport con il supporto della OPC, ha debuttato nelle TCR International Series nel 2016, ma ha saltato la maggior parte delle gare per favorire il suo sviluppo. Nel 2017 sono iniziate le vendite della vettura, che nelle TCR International Series è stata portata in pista dalla DG Sport Compétition. Al termine dell'anno, con l'acquisto di Opel da parte del gruppo PSA, la produzione della vettura è stato interrotto, in quanto il gruppo francese era già impegnato nello sviluppo della Peugeot 308 TCR. Nonostante ciò, la Astra ha continuato a riscuotere un buon successo, in particolare TCR Germany, dove a continuato a essere utilizzata da diverse scuderie. Nel 2019, in seguito alla chiusura della Kissling Motorsport, la Lubner Motorsport ha preso il suo posto come produttore delle parti di ricambio della vettura. Nonostante il successo non al livello delle vetture TCR più famose, sono state prodotte alcune decine di Astra TCR; il suo principale successo è la vittoria del TCR Germany nel 2017. Il prezzo della vettura si aggirava sui 114.000€.

### Peugeot 308 Racing Cup/Peugeot 308 TCR

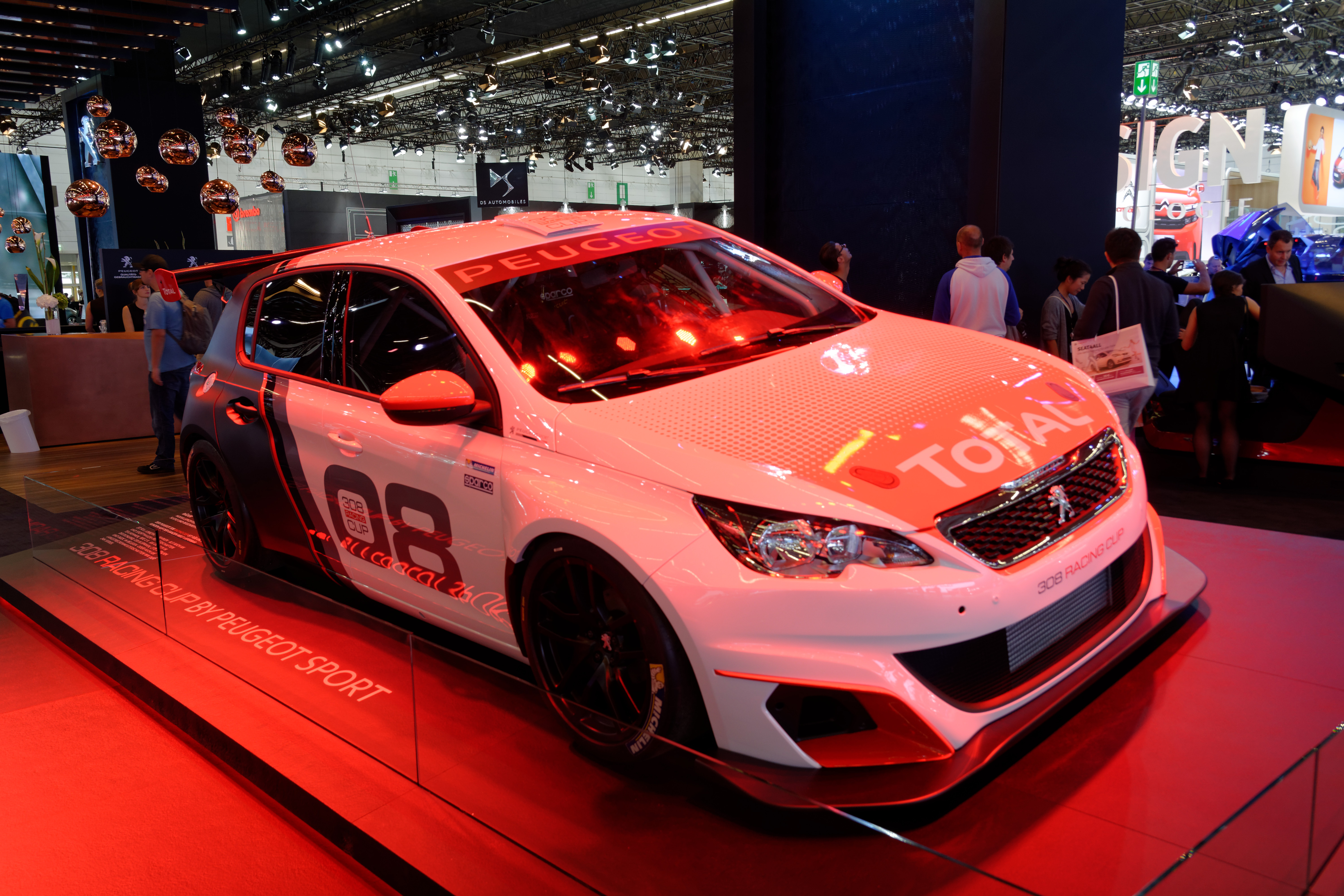
Peugeot 308 Racing Cup

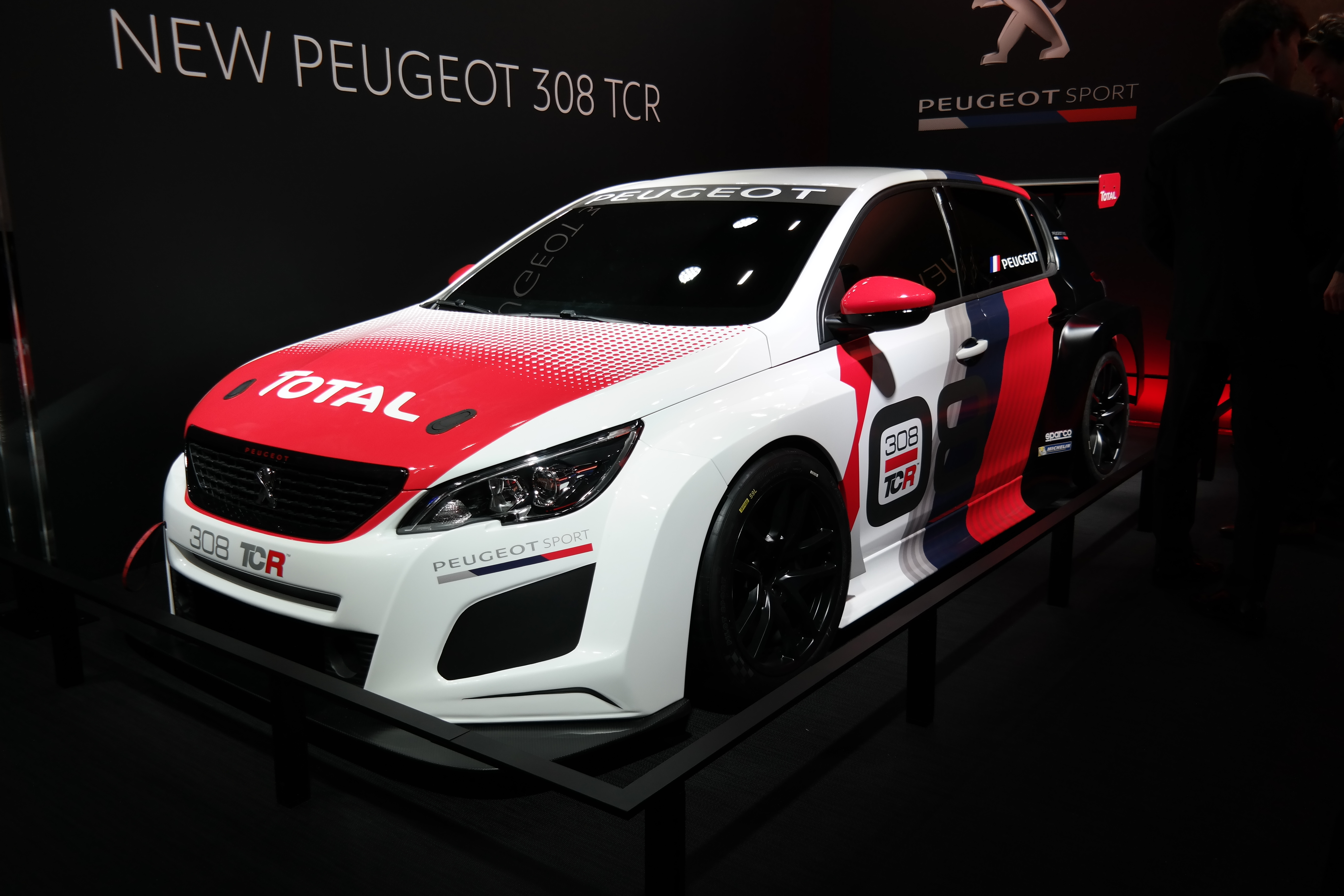
Peugeot 308 TCR

Nell'ottobre 2015 la Peugeot ha presentato la 308 Racing Cup, una versione sviluppata per l'omonimo trofeo monomarca. Da questa vettura, con specifiche molto simili alle TCR, è stata annunciata inoltre l'intenzione di produrre una versione per le competizioni TCR. Nel 2016 e nel 2017 alcune 308 Racing Cup sono state comunque vendute a vari team impegnati in vari campionati TCR, dove hanno regolarmente corso insieme ad altre vetture. Nel corso del 2017 è terminato lo sviluppo della 308 TCR e nel gennaio 2018 sono stati ufficialmente aperti gli ordini per la vettura. Come altri costruttori, la Peugeot ha cercato di stimolare la partecipazione delle sue vetture al WTCR, fornendo due 308 alla DG Sport Compétition (una delle quali guidata dal pilota ufficiale Peugeot Aurélien Comte). La vettura francese, inoltre, si differenzia dalla maggior parte delle altre vetture TCR per essere equipaggiata con un motore da 1,6 litri e non da 2. Il prezzo della 308 Racing Cup è di 75.000€, mentre quello della 308 TCR è di 109.000€.

### Renault Mégane TCR
La Mégane TCR è stata presentata nell'agosto 2017 ed è costruita dalla scuderia svizzera Vuković Motorsport senza il supporto della Renault. Nel novembre dello stesso anno sono stati aperti gli ordini della vettura. Nel 2018 la Mégane TCR è stata utilizzata quasi unicamente da scuderie partecipanti al TCR Germany. La stessa Vuković Motorsport l'ha portata in pista più volte per continuare lo sviluppo. Il prezzo della vettura è di circa 130.000€.

### SEAT León Cup Racer/SEAT León TCR/Cupra TCR

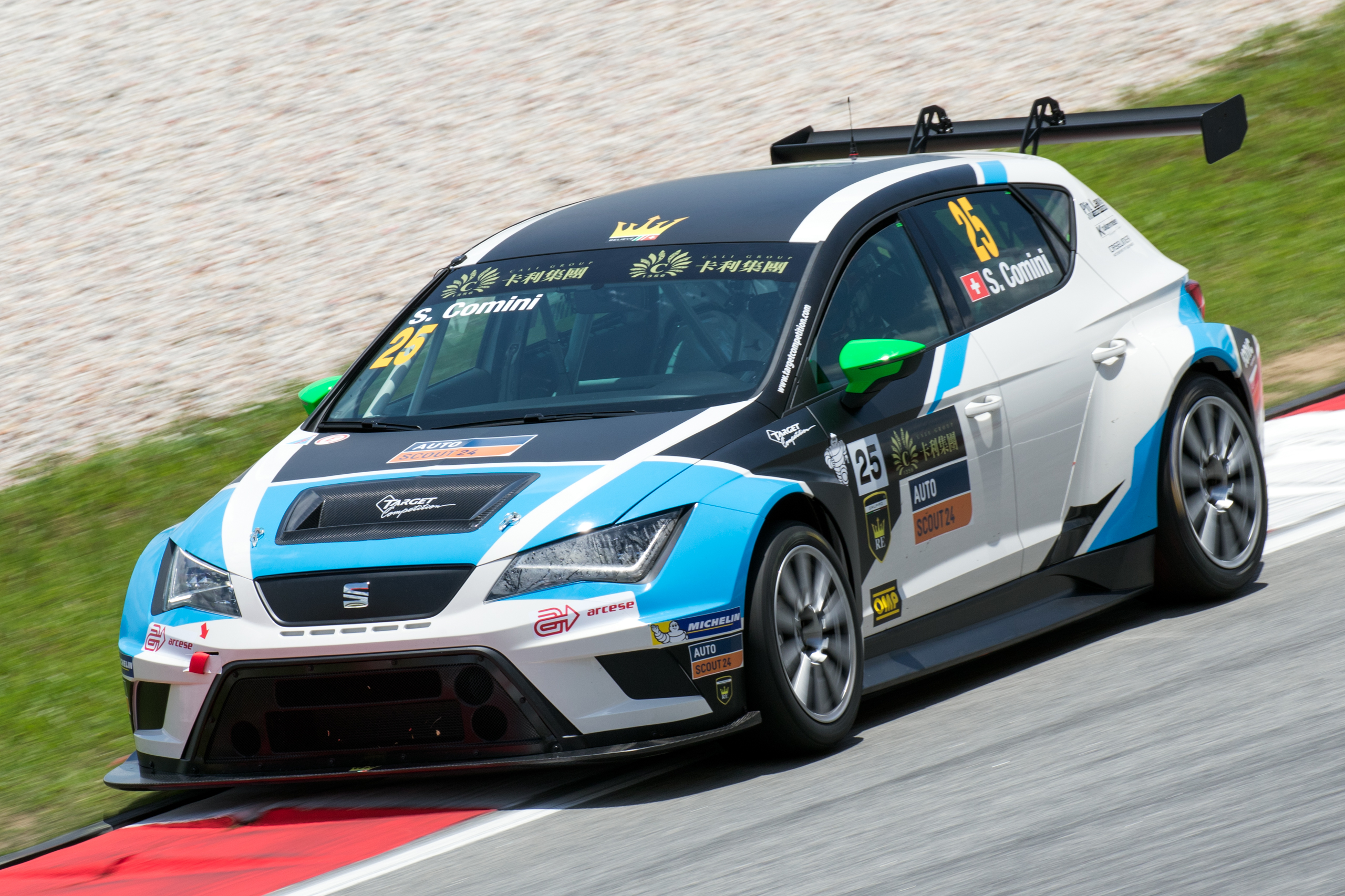
Subaru WRX STi TCR

La León può essere considerata la "madre" delle specifiche TCR. Progettata dalla SEAT per il suo trofeo monomarca, la vettura spagnola ha debuttato nelle TCR International Series nel 2015, anno in cui componeva la maggior parte della griglia. Nel 2015 le León si sono aggiudicate la maggior parte dei titoli TCR, in particolare quello internazionale con Stefano Comini. Nel 2016, vista la crescente importanza delle competizioni TCR, la SEAT ha presentato una versione aggiornata della León Cup Racer, denominata León TCR, caratterizzata da piccoli aggiornamenti per meglio adattarla alle competizioni TCR. Nel 2016 e nel 2017 la vettura spagnola ha ottenuto diverse vittorie nelle TCR International Series, in particolare nei colori della Craft-Bamboo Racing, senza però più vincere il titolo; si è tuttavia aggiudicata diversi titoli TCR regionali e nazionali. Nel 2018, in seguito al lancio sul mercato del marchio Cupra, la SEAT ha scelto di rinominare la sua vettura Cupra TCR. Poche settimane dopo è stata inoltre presentata la Cupra eRacer, una versione elettrica della vettura che a partire dal 2020 parteciperà al campionato ETCR. Come molti altri costruttori, con la nascita del WTCR la SEAT ha favorito la partecipazione al campionato fornendo il suo supporto alla Campos Racing, che ha anche ingaggiato il pilota ufficiale SEAT Pepe Oriola. Dalla León sono derivate altre due vetture TCR, la Volkswagen Golf GTI TCR e la Audi RS3 LMS TCR. Con quasi 300 unità vendute, la León è la vettura con specifiche TCR più venduta di sempre. È inoltre la vettura TCR più titolata, con una vittoria delle TCR International Series e decine di titoli TCR regionali e nazionali. Il prezzo della vettura è di 95.000€ per la versione dotata di cambio di serie DSG e di 115.000€ per la versione dotata di cambio da corsa.

### Subaru WRX STi TCR
La WRX TCR è stata annunciata nell'aprile 2015 ed è costruita dalla scuderia italiana Top Run Motorsport senza il supporto della Subaru. Rispetto alle altre vetture TCR ha dovuto subire dei lavori aggiuntivi in quanto, essendo la versione di serie disponibile unicamente a quattro ruote motrici, è stata dovuta convertire a due ruote motrici per soddisfare il regolamento tecnico TCR. La vettura ha debuttato nel 2015 nelle ultime gare delle TCR International Series. Negli anni successivi la vettura è apparsa prevalentemente nel TCR Italy, sempre in ottica di continuare il suo sviluppo. Nel 2018 la WRX avrebbe dovuto debuttare per la prima volta in un campionato TCR a tempo pieno, con l'iscrizione al TCR Europe nelle mani del due volte campione internazionale TCR Stefano Comini. Il pilota svizzero, tuttavia, ha scelto dopo appena una gara di passare ad una Honda Civic Type-R TCR per la scarsa competitività della vettura giapponese. Ad oggi la vettura non ha ottenuto alcun risultato di rilievo e, nonostante abbia un prezzo di 125.000€, non è stata per ora venduta a nessuno.

### Volkswagen Golf GTI TCR

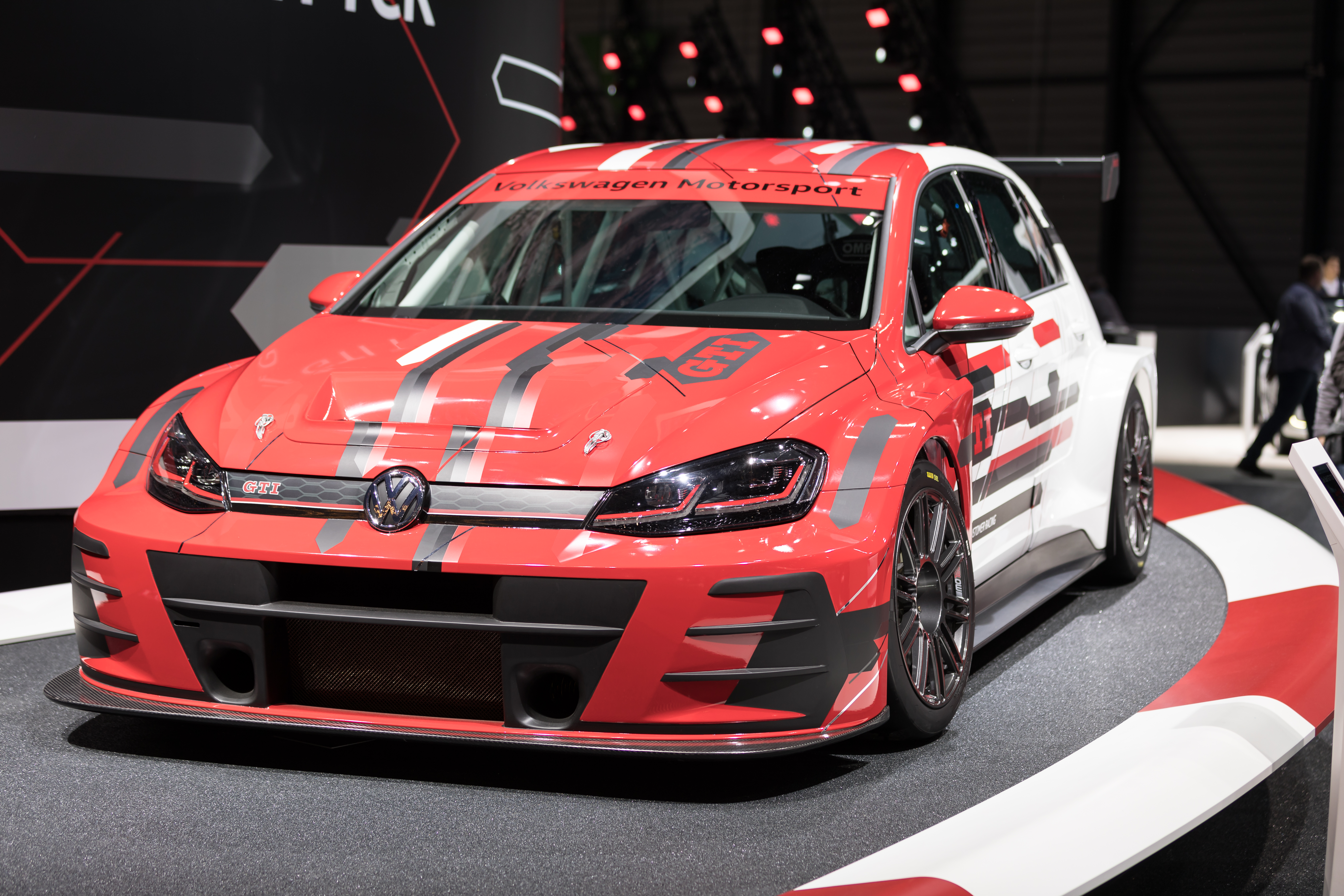
Volkswagen Golf GTI TCR

La Golf TCR è stata annunciata nel novembre 2014 e le prime consegne sono avvenute a metà 2015 alla Engstler Motorsport, che fino al 2018 sarà il principale cliente della Volkswagen. La Golf è strettamente derivata dalla SEAT León TCR, insieme alla quale è prodotta negli impianti SEAT di Barcellona. Dopo aver disputato le prime gare nel 2015, la vettura ha ottenuto i suoi successi più importanti nel 2016 e nel 2017, anni in cui si è aggiudicata due titoli TCR internazionali di fila, entrambi nei colori del Team WRT. Nel 2018, con la nascita del WTCR, la Volkswagen, come molti altri costruttori, ha favorito la partecipazione delle sue vetture al campionato cedendone due alla Sébastien Loeb Racing, oltre che il suo pilota ufficiale Robert Huff. Insieme alle sue due sorelle e alla Honda Civic, la Golf è una delle vetture TCR più vendute, avendo raggiunto le 100 unità vendute a inizio 2018. È inoltre una delle auto TCR più vincenti, con due titoli TCR internazionali e decine di titoli TCR nazionali e regionali in bacheca. Come per la sua controparte spagnola, la vettura costa 95.000€ se dotata di cambio DSG e 115.000€ se dotata di cambio da corsa.